# 夢見る古都
『夢見る古都』（ゆめみること、Romance of an Ancient Dreaming City）は、星野リリィによる日本のファンタジー漫画作品。
2006年、『マンガ・エロティクス・エフ』（太田出版）vol.41から連載されていたが、長期休載中に掲載誌が休刊した
。単行本は2009年1月現在、既刊1巻。

## あらすじ
魔法が大好きな王女・オリガは、求婚者に無理難題を与えては結婚を引き伸ばしてきた。ある日、魔法の宝物・金のサークレットをはめると、異世界に迷い込む。そこには、褐色の肌をしたアベドという姫がいた。
2つの世界にはいくつかの符合点があった。次第に、オリガとアベド、2人の繋がり、2つの世界の関係が明らかになっていく。

## 登場人物

### オリガの世界
オリガ
本作の主人公。ゴエティメア王国第一王女。魔法が大好きで、夫候補の勇者たちに「魔法の宝物」を持ってくるように求めたり、それらを使用して度々城を抜け出してはジョットや侍女を困らせる。
ジョット
オリガの親衛隊長。オリガの幸せを第一に考える。
国王
ゴエティメア王国の国王。オリガの父親。
ドゥニーゼ
ゴエティメア王国の妃。国王の後妻。オリガの義母。
クロティルデゾーエ
魔法使い。少年のような姿をしている。
ドラベラ
魔法使い。クロティルデゾーエの弟子。
ニカノル
王妃の故国の貴族。王妃がオリガの夫候補にと呼び寄せた。オリガがアベドの世界で出会った覆面の男に似ている。
ハーゴ
近衛隊長。
クレイオ
近衛隊の一人。
ドルセド一座
歌姫、踊り子、火吹き男、曲芸師などを擁する一座。
巻き毛の女
時折オリガやジョットの前に現れる幻想的な容貌の女性。

### アベドの世界
オリガが額に金のサークレットを付けた時に見ることができる。オリガの世界に存在する宝物の数々が同じように存在する。
アベド
褐色の肌の姫。金のサークレットを額に付けている。見知らぬ王に嫁がされる。
覆面の男
自称「オリガを守る者」。
リオロア
アベドが魔法の宝物で現させた人魚。

## 用語
金のサークレット
異国の夢を見せてくれる魔法の宝物。異国では長い時間に思えても、現実の世界では瞬き程度の時間しか経っていない。
ガルディエゴ魔法都市
魔法の力で動いていた美しい都。作中では、老人から子孫に伝えられる“過去のおとぎ話”。
開かない宝石箱
オリガの世界でもアベドの世界でも開かない。クロティルデゾーエの過去の回想シーンで、まだ開けることができた時、友人らしき男がそれを開けるシーンがある。「世界すら手に入る魔法」が眠っていると言われている。

## 既刊
Fx COMICS（太田出版）より刊行。
1. 2008年8月8日初版。ISBN 978-4778320669